# 贝希
贝希（法語：Béchy，法語發音：[beʃi]）是法国摩泽尔省的一个市镇，属于梅斯区。

## 地理
贝希（48°59'11"N, 6°22'49"E）面积9.57 平方千米，位于法国大東部大區摩泽尔省，该省份为法国东北部内陆省份，是洛林的一部分，西南接默尔特-摩泽尔省，东临下莱茵省，北与卢森堡和德国接壤。
与贝希接壤的市镇（或旧市镇、城区）包括：弗洛库尔、吕皮、雷米伊、特拉尼。

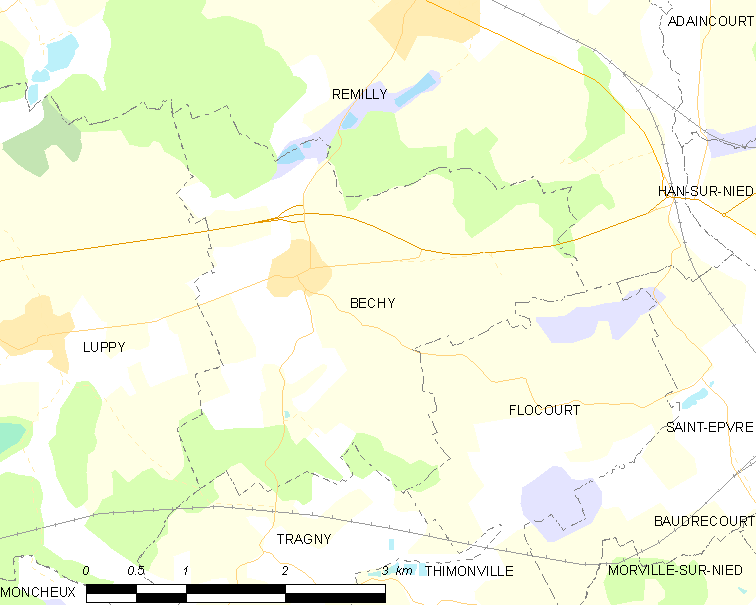
贝希的OSM定位图

贝希的时区为UTC+01:00、UTC+02:00（夏令时）。

## 行政
贝希的邮政编码为57580，INSEE市镇编码为57057。

## 政治
贝希所属的省级选区为福尔克蒙县。

## 人口

1962-2008年间贝希人口变化图示

贝希于2022年1月1日时的人口数量为614人。